# Абсцизова кислота
Абсцизова кислота (лат. abscissus — переривати) — рослинний гормон, що індукує період спокою в бруньках і підтримує його в насінні. Може чинити вплив на геотропізм кореня, замикання продихів і ряд інших процесів.
Молекулярна формула — C15H20O4

## Історія відкриття
Після відкриття гормонів стимуляторів росту, фізіологи припустили існування гормонів-інгібіторів. У 1949 році встановлено, що бруньки ясеня і картоплі у період спокою містять велику кількість інгібіторів росту, які блокують дію ауксину на колеоптилі вівса. При порушенні спокою бруньок, вміст інгібітора зменшувався. Подібні інгібітори стали називати дормінами.
Протягом 60-их років дослідники виявили у листі та плодах речовини, що прискорюють опадіння. Одна з них, названа абсцизіном, була хімічно ідентифікована. У 1965 році виявлено хімічну структуру одного з дормінів, яка виявилася такою самою, як у абсцизіну. Цю речовину назвали абсцизовою кислотою.
Абсцизова кислота була знайдена у всіх високоорганізованих рослин, починаючи з мохів, а у водоростей і печіночників була знайдена інша речовина — лунуларова кислота, яка грає схожу роль.

## Хімічна будова
У рослинних тканинах АБК перебуває у вільному та кон'югованому станах. За хімічною формулою вона є сесквітерпеном, що нагадує частину молекули каротиноїдів. Виділяють цис- і транс-ізомери АБК, які відрізняються просторовим положенням карбоксильної групи щодо другого атома вуглецю.
Домінуючим у вищих рослин є активний цис-ізомер АБК, тоді як транс-ізомер АБК являє собою неактивну форму гормону. Проте під час тривалих фізіологічних процесів, таких як достигання насіння, обидва ізомери АБК здатні виявляти гормональну активність. Інтенсивність процесів синтезу, компартментації, транспортування, кон'югації та деградації фітогормону визначають вміст і співвідношення його активних форм.

## Біосинтез та механізм дії
Синтез АБК відбувається в хлоропластах зеленого листя, а також в плодах, звідки вона транспортується в інші органи рослин, зокрема апекси, пригнічуючи процеси росту і стимулюючи перехід до стану спокою. У рослинних тканинах АБК знаходиться у вільній і зв'язаній формах. Зв'язана форма — продукт взаємодії складного ефіру абсцизовой кислоти і D-глюкози.
АБК знижує активність ДНК- та РНК-полімераз, таким чином інгібуючи транскрипцію та реплікацію. також фітогормон підвищує активність РНКази та інших ферментів, порушує утворення полісом, понижує активність аміно-ацил-тРНК-синтетази. АБК здатна посилювати експресію антиоксидантних генів.
АБК є одним з основних гормонів, що беруть участь у формуванні адаптаційного синдрому рослин. У рослинах у відповідь на дію абіотичних і біотичних стресових факторів підвищується кількість активної (вільної) форми гормону перш за все за рахунок гідролізу зв'язаної АБК. Накопичення АБК в тканинах сприяє закриттю продихів з подальшим зменшенням рівня транспірації і, відповідно, підвищенням вмісту води в клітинах.
На біохімічному рівні розрізняють швидкі та повільні ефекти дії цього фітогормону. Швидкі ефекти відбуваються за лічені хвилини на рівні плазматичної мембрани (продихових клітин) і пов'язані асиметричним транспортом іонів калію, кальцію і аніонів через мембрану, внаслідок чого сповільнюється надходження води в продихові клітини і їх тургор падає. Повільні ж ефекти пов'язані зі зміною активності (активацією або репресією) певного набору компетентних генів, характерного для даної тканини.
Абсцизова кислота впливає на утворення та проростання насіння. На пізніх стадіях ембріогенезу в клітинах підвищується вміст АБК, специфічні РНК і специфічні білки. Це білки пізнього ембріогенезу, впливають на стійкість при зневодненні. Обробка насіння АБК підвищує вміст таких білків. На пізніх етапах ембріогенезу АБК відіграє суттєву роль в регуляції транспорту асимілянтів з насіннєвої оболонки до зародка.
Гормон різко гальмує ріст у концентрації 0,05-0,5мкг/мл. АБК є антагоністом усіх трьох груп фітогормонів-стимуляторІв. АБК — сильний інгібітор росту бруньок, вона нагромаджується в них під час переходу до фізіологічного спокою. Збільшення в тканинах вмісту АБК призводить до появи відокремлювального шару в черешках та плодоніжках, прискорюючи опадання листків і плодів. Відпадання тісно пов'язане з процесами старіння листків і дозріванням плодів. АБК пришвидшує ці процеси, спричиняючи руйнування нуклеїнових кислот, білків, хлорофілу.
Зміна концентрації ендогенної АБК є сигналом для експресії генів білків, чутливих до холодового стресу. АБК активує COR-гени, продукти діяльності яких безпосередньо беруть участь в формуванні стійкості до дії низьких температур.

## Застосування АБК у біотехнологічних завданнях
Абсцизова кислота була відкрита досить давно і використовується доволі багато в сільському господарстві. Наведений далі приклад є одним з багатьох різновидів застосування АБК у біотехнологічних процесах.
Розробка технології отримання тотипотентних калусних культур для різних генотипів кукурудзи — важливе біотехнологічне завдання, оскільки калусна тканина становить основу для регенерації рослин і отримання сомаклонів, започаткування суспензійних культур, культур протопластів, проведення генетичної трансформації.
Встановлено, що на утворення морфогенної калусної тканини абсцизова кислота мала стимулюючий вплив. Генотип виступає важливим фактором, що визначає характер впливу фітогормонального складу середовища на утворення специфічних видів калусної тканини. Для застосування у біотехнологічних програмах отримання морфогенної калусної тканини рекомендується використовувати залежно від генотипу донорної рослини 0,04–0,10 мг/л абсцизової кислоти на фоні базового живильного середовища.
Отже, абсцизова кислота фітогормон-інгібітор росту, що широко використовується в сучасних технологіях сільського господарства і не тільки. Серед функцій АБК найбільш відомими є контроль закривання продихів, стимуляція дозрівання зародка і періоду спокою насіння, інгібування проростання. АБК є одним з центральних регуляторів адаптації рослин до абіотичних стресів — таким, як висихання, засолення і низька температура.
Крім цього, АБК є одним з ключових регуляторів розвитку насіння. АБК регулює дозрівання зародка, перешкоджає передчасному проростанню насіння при їх дозріванні, подовжує період спокою зрілих насіння, сплячих бруньок, бульб і коренеплодів. Показана роль абсцизової кислоти в обпаданні листя.